# Panini (bedrijf)

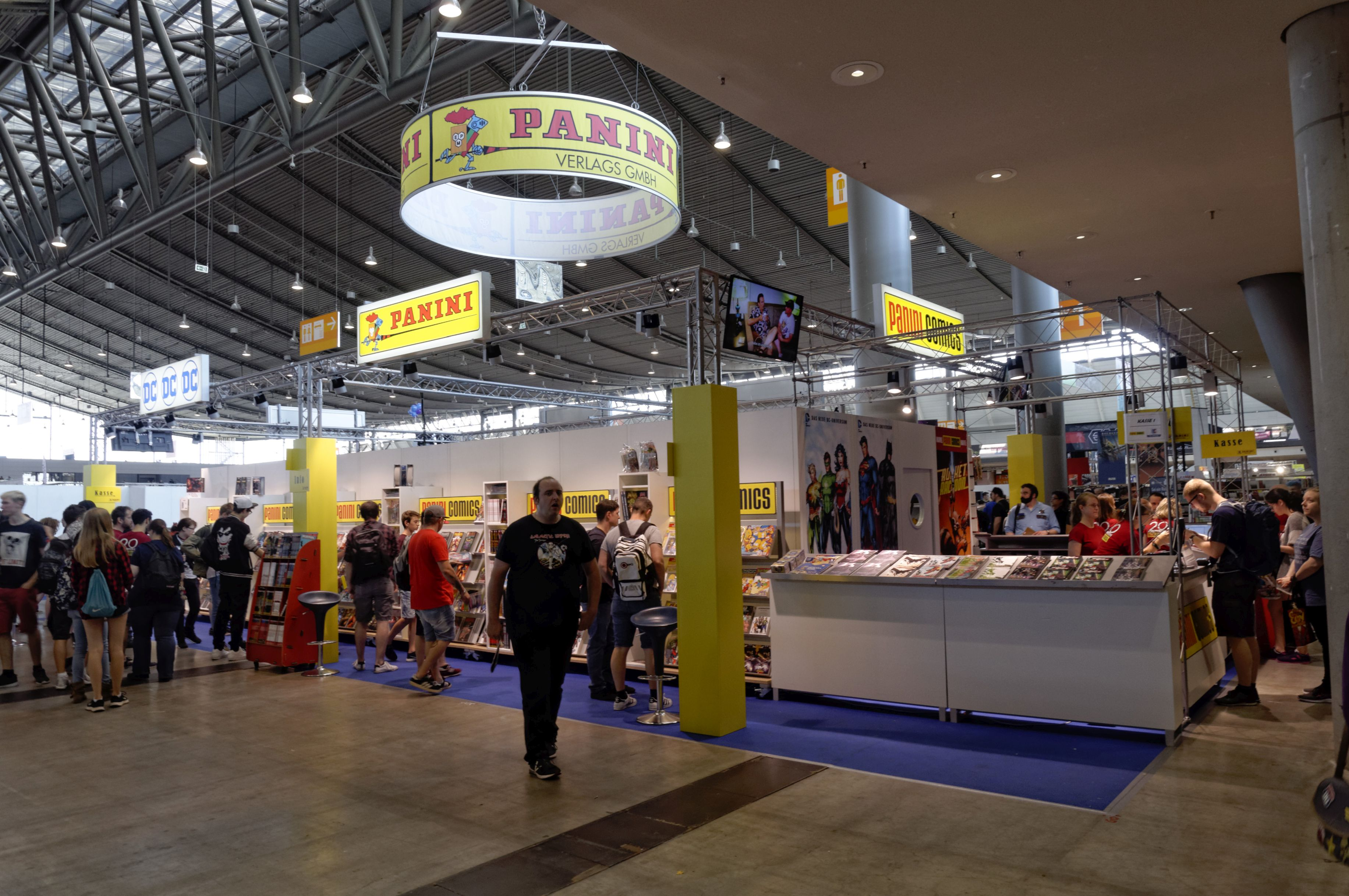
Comic Con Germany 2018

Panini (Panini SpA of de Panini Group) is een Italiaans bedrijf gespecialiseerd in de productie van verzamelbare stickers.
Het bedrijf werd in 1961 opgericht door de gebroeders Panini en is gevestigd in Modena, Italië. Naast stickers produceert Panini ook stripverhalen en tijdschriften onder de naam Panini Comics. Panini verwierf in de jaren 60 bekendheid door zijn voetbalstickers.
In de decennia die volgden werden de stickers van Panini een cultureel fenomeen en vaak ook beschouwd als een uiting van nostalgie. Tegenwoordig maakt de firma ook stickers van films en computergames.
In de stickeralbums van het wereldkampioenschap voetbal vermeldt Panini altijd de namen van deelnemende landen in de eigen taal.

## Manga
Panini brengt al jarenlang manga uit in onder andere Italië, Frankrijk, Spanje, Duitsland en Latijns-Amerika. Sinds 2023 geeft Panini Nederland manga uit, in Nederland en België.
| Titel                           | Auteur(s)                                                                                     | Jaar (JP) | Delen (JP) | Status (JP) | Jaar (NL) | Delen (NL) | Status (NL) |
| ------------------------------- | --------------------------------------------------------------------------------------------- | --------- | ---------- | ----------- | --------- | ---------- | ----------- |
| Pokémon, het grote avontuur     | Hidenori Kusaka (verhaal) Mato (tekeningen, deel 1-9) Satoshi Yamamoto (tekeningen, deel 10+) | 1997      | 64         | Bezig       | 2023      | 16         | Bezig       |
| Deadpool: Samurai               | Sanshiro Kasama (verhaal) Hikaru Uesugi (tekeningen)                                          | 2020      | 2          | Voltooid    | 2023      | 2          | Voltooid    |
| Spider-Man: Fake Red            | Yusuke Osawa                                                                                  | 2019      | 2          | Voltooid    | 2024      | 2          | Voltooid    |
| Demon Slayer - Kimetsu no Yaiba | Koyoharu Gotoge                                                                               | 2016      | 23         | Voltooid    | 2025      | 2          | Bezig       |
| Jujutsu Kaisen                  | Gege Akutami                                                                                  | 2018      | 30         | Voltooid    | 2025      | 1          | Bezig       |